# Canoagem nos Jogos Pan-Americanos de 1991
As competições de canoagem nos Jogos Pan-Americanos de 1991 foram realizadas em Havana, em Cuba.

## Masculino
| Evento                   | Ouro                 | Prata              | Bronze               |
| ------------------------ | -------------------- | ------------------ | -------------------- |
| C-1 500 metros detalhes  | Armando Silega (CUB) | Paul Pageau (CAN)  | José Ferrer (MEX)    |
| C-2 500 metros detalhes  | CUB Cuba             | MEX México         | CAN Canadá           |
| C-1 1000 metros detalhes | Armando Silega (CUB) | Paul Pageau (CAN)  | Fred Spaulding (USA) |
| C-2 1000 metros detalhes | CUB Cuba             | MEX México         | CAN Canadá           |
| K-1 500 metros detalhes  | Ángel Pérez (CUB)    | Mike Herbert (USA) | Scott Kerrigan (CAN) |
| K-2 500 metros detalhes  | CUB Cuba             | USA Estados Unidos | ARG Argentina        |
| K-1 1000 metros detalhes | Mike Herbert (USA)   | Ángel Pérez (CUB)  | Peter Giles (CAN)    |
| K-2 1000 metros detalhes | CUB Cuba             | ARG Argentina      | CAN Canadá           |
| K-4 500 metros detalhes  | CUB Cuba             | USA Estados Unidos | ARG Argentina        |
| K-4 1000 metros detalhes | CUB Cuba             | USA Estados Unidos | CAN Canadá           |

### Feminino
| Evento                  | Ouro                  | Prata                | Bronze             |
| ----------------------- | --------------------- | -------------------- | ------------------ |
| K-1 500 metros detalhes | Corrina Kennedy (CAN) | Tatiana Valdés (CUB) | Megan Duffy (USA)  |
| K-2 500 metros detalhes | CAN Canadá            | USA Estados Unidos   | CUB Cuba           |
| K-4 500 metros detalhes | CUB Cuba              | CAN Canadá           | USA Estados Unidos |

## Quadro de medalhas
| Posição | Nação              |    |    |    | Total |
| ------- | ------------------ | -- | -- | -- | ----- |
| 1       | CUB Cuba           | 10 | 2  | 1  | 13    |
| 2       | CAN Canadá         | 2  | 3  | 6  | 11    |
| 3       | USA Estados Unidos | 1  | 5  | 3  | 9     |
| 4       | MEX México         | 0  | 2  | 1  | 3     |
| 5       | ARG Argentina      | 0  | 1  | 2  | 3     |
| Total   | Total              | 13 | 13 | 13 | 39    |